# Интегральная йога
Интегра́льная йо́га — неоведантистское религиозно-философское учение, созданное Шри Ауробиндо в начале XX века. Теоретическая часть учения изложена в книге «Жизнь Божественная», практические стороны освещены в книгах «Синтез Йоги» и «Письма о Йоге».
В наиболее общей форме интегральная йога может быть определена как метод достижения единства человека с духовной первоосновой мира без бегства от мира или разрыва связи с ним. Под влиянием Вивекананды, Ауробиндо в качестве первоосновы всего признает Брахмана, сущность которого, по мнению Ауробиндо, в корне отличном от мнения Вивекананды, обнаруживается в материи и духе, неразрывно связанных друг с другом. Под Брахманом при этом понимается единство трех принципов: Бытия (Сат), Знания (Чит) и Блаженства (Ананда).
С точки зрения интегральной йоги, правильное понимание места человека возможно лишь при учёте двух противоположных процессов, происходящих в этом мире: инволюции и эволюции. Под воздействием присущих Брахману свойств самопроявления, самоограничения и самопоглощения в ходе божественной инволюции возникает мир. Под эволюцией понимается развитие духа/сознания, при этом история человечества предстает в качестве высшей стадии мировой эволюции; высшей же стадией самой истории выступает преобразование человеческой природы с помощью интегральной йоги.
Ауробиндо настаивает на необходимости целостного подхода к пониманию мира и человека и критикует односторонние концепции человеческой сущности: материализм, витализм, субъективный идеализм и спиритуализм. В качестве важнейшего результата интегральной йоги постулируется совершенствование всех составных частей человеческой природы в соответствии со следующей схемой:
1. Обособление каждой части человеческой природы от искажающего влияния других частей
2. Более тесное соединение компонентов человеческого существа с мировыми компонентами
3. Освещение сознанием глубин бессознательного
4. Развитие способностей, соответствующих высшим сферам бытия (over-mind, super-mind)
5. Супраментальное преобразование обычной человеческой природы.

## Эволюция и йога
Согласно Ауробиндо три главных принципа эволюции, образующей в итоге, скорее, спираль, чем прямую линию, это — расширение, возвышение и интеграция. В ходе эволюции происходит количественное усложнение (зарождение жизни подготавливается возникновением все более сложных структур), затем — качественная трансформация (переход к органическим образованиям, возникновение сознания), и далее — преобразование высшими формами бытия низших.
Высший этап эволюции достигается не одним человеком, а всем человечеством, и ключом к преобразованию всего общества является преобразование природы человека. Совершенствованию различных сторон человека способствовали различные формы культуры, развивающие волю, чувственно-эмоциональное восприятие, разум, открывающие духовные глубины его существа. Но достигаемые при этом успехи являются частичными и недостаточно действенными.
Радикально решить задачу совершенствования человека может лишь йога. С точки зрения Ауробиндо: «Вся жизнь есть йога». В широком смысле всё историческое развитие человечества (его космическое развитие) есть путь, ведущий к обществу гностических существ. В узком смысле йога, по Шри Ауробиндо, это совокупность методов, применяемых для осуществления указанной космической цели.
Он называет её интегральной йогой или Пурна (полной) йогой. С его точки зрения высшие идеалы человеческого рода достигаются либо эволюционным продвижением, либо «революционным индивидуальным усилием». Именно таким усилием Ауробиндо считает собственную йогическую практику — садхану, именно к таким усилиям призывает он и своих учеников — садхаков, практикующих интегральную йогу.

## Два главных метода интегральной йоги
Йогическую силу можно почувствовать всегда. Она реальна и дает ощутимые результаты. Однако её действие незаметно — оно не похоже на толчок или удар автомобиля, который сбивает с ног и на который физические чувства могут тут же отреагировать. По каким признакам обычный физический разум должен узнавать, что она здесь и что она действует? По результатам её воздействия? Но откуда он может знать, что они связаны именно с йогической, а не с какой-либо иной, силой? Должно произойти одно из двух. Либо разум должен позволить сознанию погрузиться внутрь, осознать внутреннюю реальность, поверить в опыт невидимого и сверхчувственного, и тогда через опыт, через раскрытие новых способностей он осознает эти силы и сможет видеть, отслеживать и использовать их действие — подобно ученому, который использует невидимые силы Природы. Либо он сам должен поверить, занять позицию наблюдателя и раскрыться — и тогда он начнет видеть, каким образом все происходит: он заметит, что Сила нисходит на призыв, а через некоторое время (как результат этого нисхождения) возникает новое состояние, затем все повторяется снова и снова, новые переживания становятся все более чистыми и яркими, они приходят все чаще и сохраняются все дольше, появляется ощущение и осознание действия Силы — пока, наконец, этот опыт не становится повседневным, регулярным, обычным и полным. Таковы два главных метода: один внутренний, действующий изнутри вовне, другой внешний, действующий извне и призывающий внутреннюю силу до тех пор, пока она не проявится во внешнем сознании и не станет для него очевидной. Но ни одним из них нельзя воспользоваться, если придерживаешься позиции экстраверта, если предпочитаешь жить в одной лишь внешней реальности и отказываешься соединить с ней внутреннюю реальность или если физический разум на каждом шагу пускается в пляску сомнения, препятствующую развитию нарождающегося опыта. Даже учёный, занятый новым экспериментом, никогда не смог бы достичь успеха, если бы разрешал своему разуму вести себя подобным образом.Шри Ауробиндо

## Отличия от предшествующих систем
Религиовед В. С. Костюченко выделяет следующие особенности интегральной йоги, отличающие её от предшествующих йогических систем:
1. Учение Шри Ауробиндо синтезирует различные виды йогической практики (садханы) с целью достижения единения с божественным началом и преобразования человека. При этом, во введении к «Синтезу Йоги» автор утверждает что его объединение практик не является ни беспринципно-эклектическим, ни иерархическим, ни предполагающим использование этих практик независимо друг от друга. В частности, три части упомянутой выше книги, посвящены новому истолкованию и согласованию карма-йоги, джнана-йоги и бхакти-йоги как трёх путей (марга), выдвинутых в Бхагавадгите, которые Шри Ауробиндо считает взаимпронизывающими (так что йогическое знание, например, неотъемлемо от действий и любви). Раджа-йога и хатха-йога включены в раздел «Йога интегрального знания» (гл. XXVII и XXVIII) и имеют вспомогательное значение.
2. Помимо синтеза, собственно, йогических методов, в интегральной йоге говорится о синтезе трех типов преобразования человека: психического, духовного и супраментального. При этом последнее не только не отменяет, но и усиливает динамичность совершенствующегося человека (в отличие, например, от статичной «духовной единицы» Рамануджи или статичной-же дживы Мадхвы).
3. Целью интегральной йоги (как и у тантры) является сочетание мукти (освобождения) и бхукти (наслаждения), меж тем как традиционные йогические системы стремятся достичь исключительно мокши. При этом сам Шри Ауробиндо отмечает ряд опасных эксцессов в тантризме так называемой «левой руки» (где допускалось использование методов, связанных с крайним имморализмом) и чрезмерное увлечение оккультизмом в тантристских сектах «правой руки».
4. В отличие от тех же тантристов, учение Шри Ауробиндо подразумевает преобразование не отдельных индивидов, а человечества, и способствование высшим целям эволюции всего человечества и осуществлению верховного божественного замысла.

### Научная
1. Величенко А. Тайна йоги Шри Ауробиндо. Реконструкция безмолвного знания. — СПб.: Изд. С.-Петерб. ун-та, 2005.
2. Величенко А. Эволюция религиозно-философских взглядов Ауробиндо Гхоша.
3. Дубянский А. М. Неоведантизм, Неоведанта // Индуизм. Джайнизм. Сикхизм: Словарь / Под общ. ред. Альбедиль М. Ф. и Дубянского А. М.. — М.: Республика, 1996. — С. 308. — 576 с. — 10 100 экз. — ISBN 5—250—02557—9.
4. История философии / отв. ред. В. П. Кохановский, В. П. Яковлев. — Ростов-на-Дону: Феникс, 2001. — 576 с. — 10 000 экз. — ISBN 5-222-00615-8.
5. Костюченко В. С. Интегральная веданта: (критический анализ философии Ауробиндо Гхоша) / В. С. Костюченко ; Акад. наук СССР, Ин-т философии. — М.: Наука, Главная редакция восточной литературы, 1970.
6. Костюченко В. С. Классическая веданта и неоведантизм. — М.: Мысль, 1983.
7. Костюченко В. С. Шри Ауробиндо: многообразие наследия и единство мысли. — СПб.: Издательство «Адити», 1998.
8. Неоиндуизм : [арх. 19 октября 2022] / Фаликов Б. З. // Нанонаука — Николай Кавасила. — М. : Большая российская энциклопедия, 2013. — С. 401—402. — (Большая российская энциклопедия : [в 35 т.] / гл. ред. Ю. С. Осипов ; 2004—2017, т. 22). — ISBN 978-5-85270-358-3.

### Аффилированная
1. Шри Ауробиндо. Собрание сочинений. Том 14. ЖИЗНЬ БОЖЕСТВЕННАЯ — I. Пер. с англ. — СПб: Издательство «Адити», 2005. — 336 с.
2. Шри Ауробиндо. Собрание сочинений. Том 17. СИНТЕЗ ЙОГИ — I. Пер. с англ. — СПб: Издательство «Адити», 2010. — 336 с.
3. Шри Ауробиндо. Собрание сочинений. Том 18. СИНТЕЗ ЙОГИ — II. Пер. с англ. — СПб: Издательство «Адити», 2012. — 368 с.
4. Шри Ауробиндо. Собрание сочинений. Том 19. СИНТЕЗ ЙОГИ — III. Пер. с англ. — СПб: Издательство «Адити», 2013. — 368 с.
5. Шри Ауробиндо. Собрание сочинений. Том 20. ПИСЬМА О ЙОГЕ — I. Пер. с англ. — СПб: Издательство «Адити», 2003. — 304 с.
6. Шри Ауробиндо. Собрание сочинений. Том 21. ПИСЬМА О ЙОГЕ — II. Пер. с англ. — СПб: Издательство «Адити», 2003. — 352 с.
7. Шри Ауробиндо. Собрание сочинений. Том 22. ПИСЬМА О ЙОГЕ — III. Пер. с англ. — СПб: Издательство «Адити», 2006. — 384 с.
8. Шри Ауробиндо. Собрание сочинений. Том 23. ПИСЬМА О ЙОГЕ — IV. Пер. с англ. — СПб: Издательство «Адити», 2007. — 368 с.
9. Шри Ауробиндо. Собрание сочинений. Том 24. ПИСЬМА О ЙОГЕ — V. Пер. с англ. — СПб: Издательство «Адити», 2008. — 416 с.
10. Шри Ауробиндо. Собрание сочинений. Том 25. ПИСЬМА О ЙОГЕ — V I. Пер. с англ. — СПб: Издательство «Адити», 2009. — 432 с.

Шаблон:Йога как упражнение